# Guvernul Ion Ghica (3)
Guvernul Ion Ghica (3) a fost un consiliu de miniștri care a guvernat Principatele Unite ale Moldovei și Țării Românești în perioada 18 decembrie 1870 - 11 martie 1871.

## Componență
- Președintele Consiliului de Miniștri

Ion Ghica (18 decembrie 1870 - 11 martie 1871)
- Ministrul de interne

Ion Ghica (18 decembrie 1870 - 11 martie 1871)
- Ministrul de externe

Nicolae Calimachi-Catargiu (18 decembrie 1870 - 11 martie 1871)
- Ministrul finanțelor

Dimitrie A. Sturdza (18 decembrie 1870 - 11 martie 1871)
- Ministrul justiției

Dimitrie Cariagdi (18 decembrie 1870 - 11 martie 1871)
- Ministrul de război

Colonel Eustațiu Pencovici (18 decembrie 1870 - 11 martie 1871)
- Ministrul cultelor și instrucțiunii publice

Nicolae Gr. Racoviță (18 decembrie 1870 - 11 martie 1871)
- Ministrul lucrărilor publice

Dimitrie Berindei (18 decembrie 1870 - 11 martie 1871)

## Articole conexe
- Guvernul Ion Ghica (Iași)
- Guvernul Ion Ghica (București)
- Guvernul Ion Ghica (1)
- Guvernul Ion Ghica (2)
- Guvernul Ion Ghica (3)
- Guvernul Dimitrie Ghica

## Sursă
- Stelian Neagoe - "Istoria guvernelor României de la începuturi - 1859 până în zilele noastre - 1995" (Ed. Machiavelli, București, 1995)

| Precedat(ă) de: Guvernul Manolache Costache Epureanu (1) | Guvernul Ion Ghica (3) 18 decembrie 1870 - 11 martie 1871 | Succedat(ă) de: Guvernul Lascăr Catargiu (2) |